# Giuseppe de Gemmis
Giuseppe de Gemmis (Terlizzi, 19 settembre 1734 – Napoli, 11 gennaio 1812) è stato un giurista e magistrato italiano.

## Biografia
Insigne giurista e magistrato, fu fratello del letterato Ferrante de Gemmis, discendente di un'antica e potente famiglia del Regno di Napoli.
Avendo intrapreso gli studi giuridici nella prima Università fondata in Puglia, quella di Altamura, li completò presso l'Università degli studi di Napoli, sotto la guida di Antonio Genovesi, che in più riprese nelle sue lettere familiari si complimentò con lo stesso Ferrante per le grandi "doti di mente e di cuore" del fratello. Laureatosi brillantemente esercitò l'avvocatura per intraprendere dopo qualche anno la carriera in magistratura facendosi ben presto notare dal ministro marchese Carlo de Marco, che nel 1766 lo fece nominare Ufficiale maggiore nella Segreteria dell'Ecclesiastico e lo tenne in grande considerazione per la sua profonda cultura enciclopedica, considerandolo come un figlio.
Il de Gemmis fu estremamente fedele nei suoi confronti, fino a rinunciare a una brillante carriera diplomatica come ambasciatore a Parigi, venendone però largamente compensato con la nomina a presidente togato della Regia Camera della Sommaria. E proprio per la familiarità con il de Marco e le sue funzioni direttive presso il dicastero dell'Ecclesiastico fu l'artefice principale della soluzione della plurisecolare vertenza giurisdizionale con Giovinazzo sin dal 1744, meritandosi la gratitudine dell'intera cittadinanza di Terlizzi.
Sposò a Napoli Donna Candida Giordano dei duchi di Oratino, da cui ebbe due figlie morte in età minore.
Morì a Napoli l'11 gennaio 1812 e fu sepolto nella basilica di Santa Maria degli Angeli a Pizzofalcone in cui ne è presente un busto marmoreo.
Il comitato redazionale della celebre opera "Biografia degli uomini illustri del Regno" ne scrisse la biografia con effigie.